# Yavapai
Pour le peuple amérindien, voir Yavapais.
Le yavapai est une langue yumane de la branche des langues yumanes centrales parlée aux États-Unis, dans le centre Ouest de l'Arizona, le long de la rivière Verde.
La langue n'est plus parlée que par 163 personnes sur une population de 1 420 Yavapais.

## Variétés
À l'origine, le territoire yavapai, très vaste, était délimité par les rivières Gila, Bill Williams et Verde. Il existait plusieurs dialectes, dont le tolkapaya, aujourd'hui quasiment éteint.